# 画皮 千年の恋
『画皮 千年の恋』（がひ せんねんのこい、原題：画皮）は、2011年3月3日から中国で放送されたテレビドラマ。全34話。中国清代の蒲松齢によって書かれた怪異譚『聊斎志異』の中の一章「画皮」を題材としたドラマ作品。2008年の映画『画皮 あやかしの恋』のスタッフが再集結したドラマ版でもある。
日本では2012年6月26日から同年8月30日までにBSジャパンより中国語（日本語字幕）が全34話放送されている。また、2012年8月24日にビクターエンタテインメントより9枚組のDVD-BOX（MNPS-77）が発売されている。主題歌は倉木麻衣が担当する。
2013年には続編『画皮2 真実の愛』が製作された。

## キャスト
| 役名                                  | 俳優             |
| ------------------------------------- | ---------------- |
| 栩栩（シュシュ）/小唯（シャオウェイ） | フィオナ・シット |
| 王生（ワン・シェン）                  | リン・シアオスー |
| 龐勇（パン・ヨン）                    | リー・ゾンハン   |
| 佩蓉（ペイロン）                      | タミー・チェン   |
| 小易（シャオイー）                    | ドン・イージン   |
| 夏冰（シア・ビン）                    | ウー・インジエ   |

## スタッフ
- 監督：コー・ラムパウ（高林豹）
- 脚本：ラウ・ホーリョン（劉浩良）
- プロダクション・デザイン：ゴードン・チャン（陳嘉上）
- 武術指導：チェン・ウェイタオ（陳偉滔）
- 衣装監督：ウー・バオリン（呉宝玲）